# Strukturální teorie
Strukturální teorie je založená na předpokladu, že společnost je nadřazená jedinci. Strukturální teorie vnímá společnost jako systém vztahů, jež vytvářejí strukturu společnosti – sociální strukturu, ve které žijeme. Tato struktura přetrvává v čase a aktéři jsou jí ovlivňováni.